# قصه‌های بوداپست
قصه‌های بوداپست (مجاری: Pesti mese) یک فیلم در ژانر کمدی به کارگردانی بیلا گال است که در سال ۱۹۳۷ منتشر شد.

## بازیگران
- ایدا تورای
- آنتال پاگر
- ماریا مزئی
- مانیی کیش
- شاندور پتش
- ایلونا کوکینی